# Night in the Ruts
Albums de Aerosmith
Live Bootleg
(1978) Rock in a Hard Place
(1982)
Singles
1. Remember (Walking in the Sand)
Sortie : janvier 1980

Night in the Ruts est le 6e album studio du groupe de hard rock américain Aerosmith. Il est sorti le 16 novembre 1979 sur le label CBS Records en Europe et chez Columbia Records en Amérique du Nord. Il fut produit par Gary Lyons et le groupe. Anecdote amusante concernant l'album, Night in the ruts est la contrepèterie de Right in the nuts ("en plein dans les couilles") destinée à tous ceux qui croyaient qu'Aerosmith était un groupe fini après l'album Draw the Line.

## Historique
L'enregistrement de cet album débuta au printemps 1979 dans le local de répétition du groupe The Wherehouse à Waltham avec Jack Douglas (en) aux manettes. Mais rapidement le management et Columbia Records, imposèrent un producteur anglais, Gary Lyons, comme nouveau producteur et devant la faible avancée des enregistrements — Steven Tyler avait des difficultés pour écrire les paroles — envoya le groupe en tournée.
La tension entre les membres du groupe est à son summum et Joe Perry quittera ses compères le 28 juillet 1979 après un concert donné à Cleveland. Joe Perry avait à ce moment-là, enregistré uniquement ses parties de guitare sur les titres No Surprize, Chiquita, Cheese Cake, Three Mile Smile, et Bone To Bone (Coney Island White Fish Boy). Le reste des guitares de plusieurs chansons seront complétées par Brad Whitford ainsi que Richard Supa et Neil Thompson, ainsi que Jimmy Crespo (ce dernier deviendra le remplaçant officiel de Joe), sur "Chiquita" notamment.
Cet album se classa à la 14e Billboard 200 aux États-Unis et a été certifié disque d'or aux États-Unis le 13 mars 1980 et disque de platine le 28 octobre 1994. Il obtiendra aussi un disque d'or au Canada en 1997 où il fut classé à la 8e place des charts canadiens.
La chanson Mia a été écrite en l'honneur de la fille de Steven Tyler, née en 1978.
Trois des neuf chansons ci-dessous sont des reprises d'autres groupes, l'unique single Remember (Walking in the Sand) est une reprise du « girls band » américain The Shangri-Las. Reefer Head Woman est un blues qui date des années 1940 et a été popularisé par Jazz Gillum et Think About It est une reprise du groupe anglais The Yardbirds.

## Liste des titres
Face 1
| No | Titre                                                    | Auteur                  | Durée |
| -- | -------------------------------------------------------- | ----------------------- | ----- |
| 1. | No Surprize                                              | Steven Tyler, Joe Perry | 4:26  |
| 2. | Chiquita                                                 | Tyler, Perry            | 4:25  |
| 3. | Remember (Walking in the Sand) (reprise des Shangri-Las) | George Morton           | 4:05  |
| 4. | Cheese Cake                                              | Tyler, Perry            | 4:16  |

Face 2
| No | Titre                                      | Auteur                                 | Durée |
| -- | ------------------------------------------ | -------------------------------------- | ----- |
| 5. | Three Mile Smile                           | Tyler, Perry                           | 3:43  |
| 6. | Reefer Head Woman (reprise de Jazz Gillum) | J. Bennet, Lester Melrose, Jazz Gillum | 4:03  |
| 7. | Bone to Bone (Coney Island White Fish Boy) | Tyler, Perry                           | 3:00  |
| 8. | Think About It (reprise des Yardbirds)     | Keith Relf, Jim McCarthy, Jimmy Page   | 3:35  |
| 9. | Mia                                        | Tyler                                  | 4:13  |

## Musiciens
Aerosmith
- Steven Tyler : chant, harmonica, concept de la pochette
- Joe Perry : guitares, guitare slide sur No Surprize, Chiquita, Cheese Cake, Three Mile Smile, Reefer Headed Woman, et Bone to Bone (Coney Island White Fish Boy), chœurs
- Brad Whitford : guitare rythmique
- Tom Hamilton : basse
- Joey Kramer : batterie, percussions

Musiciens additionnels
- Mary Weiss : chœurs sur Remember (Walking in the Sand)
- George Young : saxophone alto sur "Chiquita".
- Louis del Gatto : saxophone baryton sur "Chiquita".
- Lou Marini : saxophone ténor sur "Chiquita".
- Barry Rodgers : trombone sur "Chiquita".
- Neil Thompson : guitare sur "Mia".
- Richie Supa : guitare additionnelle sur "Mia" et "No Surprize".
- Jimmy Crespo – guitare solo sur Three Mile Smile

## Charts & certifications
| Pays       | Durée du classement | Meilleur classement |
| ---------- | ------------------- | ------------------- |
| Canada     | 20 semaines         | 8e                  |
| États-Unis | 19 semaines         | 14e                 |

| Date | Single                         | Chart           | durée du classement | Position |
| ---- | ------------------------------ | --------------- | ------------------- | -------- |
| 1980 | Remember (Walking in the Sand) | Hot 100         | 6 semaines          | 67e      |
| 1980 | Remember (Walking in the Sand) | RPM Top Singles | 12 semaines         | 29e      |

| Pays       | Certification | Ventes      | Date       |
| ---------- | ------------- | ----------- | ---------- |
| Canada     | Or            | 50 000 +    | 1997       |
| États-Unis | Platine       | 1 000 000 + | 28/10/1994 |